# S&W Model 36

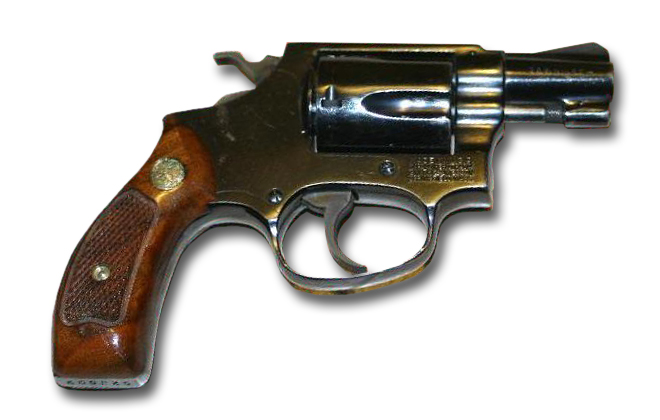
Le S&W .38 Chief's Special avec crosse en bois et finition bronzée

Le Smith & Wesson Model 36 ou Smith & Wesson .38 Chief's Special est un revolver de 5 coups en calibre .38 Special avec une carcasse J. Le nom de Chief's Special lui a été donné en l'honneur de la conférence IACP (International Association of Chiefs of Police) d’octobre 1950 à Colorado Springs au Colorado, date de sa présentation. La dénomination Model 36 n’est apparue qu’en 1957 lors de l’introduction de la nouvelle numérotation des modèles chez Smith & Wesson. Il est l’ancêtre de tous les modèles ultracompact en carcasse J des séries Model 60 (acier inoxydable), AirLite (aluminium, titane, scandium).

## Données techniques
- Munition : .38 Special
- Mécanisme : Simple et double action, barillet tombant à gauche
- Longueur: environ 159 mm (canon court)/184 mm (rare)
- Canon : 48 mm (le plus courant)/ 76 mm
- Masse du revolver vide (canon de 4,8 cm) :
  - Carcasse acier (M36/M36LS) : 553 g
  - Carcasse alliage léger (M37/637) : environ 425 g
  - Carcasse titane/scandium : 332 g
- Masse du revolver vide (canon de 5 cm) :
  - Carcasse acier (M36/M36LS) : 625 g
  - Carcasse alliage léger (M37/637) : environ 525 g
  - Carcasse titane/scandium : 415 g
- Barillet : 5 coups

## Diffusion
Compact et léger, il est souvent porté comme arme de secours par les officiers de police et/ou détectives (Police canadienne et NYPD notamment) ou les gardes du corps. Les citoyens américains le choisissent pour la défense personnelle car il est fiable et simple d'utilisation. L'apparition des Glock 26/Glock 27 et autres Kahr K9 en limitent les ventes depuis la fin des années 1990.
Au Royaume-Uni, il remplaça en 1974 le Walther PPK en 9mm Court des policiers assurant la protection rapprochée de la famille royale à la suite de la tentative d'enlèvement contre la princesse Anne (le PPK de son officier de sécurité s'enraya durant l'attaque).
Hors de l'Amérique du Nord, il est en service au sein de la Police royale malaisienne.
Les S&W modèles 37 (version allégée en aluminium) et 360J (une version modernisée du S&W 36) sont les revolvers de dotation de la police japonaise, aux côtés du New Nambu modèle 60 de fabrication locale. L'unité d'intervention spécialisée de la police japonaise, la SAT est équipée de pistolets en 9mm Parabellum comme le HK USP et le Glock 19.

## Le Model 36 dans la fiction audiovisuelle française
Le petit revolver US est visible dans des films français des années 1960 :
- Atout cœur à Tokyo pour OSS 117,

Il est aussi utilisés dans les films noirs des années 1970 :
- Tendre Poulet

Voire les polars des années 1980 :
- La Totale !

Le S&W 637 est aussi l'arme de service du Commissaire marseillais Fabio Montale (Alain Delon) dans la série TV adaptée des romans de Jean-Claude Izzo.

## Les S&W 36  et 37 dans laculture populairenon française
En plus de nombreuses séries télévisées populaires telles Les envahisseurs, Cagney et Lacey, Kojak et NYPD Blue (ces trois dernières mettant en scène les policiers new-yorkais) :
- Comme accessoire cinématographique, le S&W 36 apparaît notamment dans les films hollywoodiens Bone Collector, Planète Terreur ou Le Parrain... Mais aussi en Asie dans Police Story et Infernal Affairs 2, et en Italie avec Il était une fois en Amérique et Deux Super-flics.

- Il aussi utilisable dans le jeu vidéo The Operative: No One Lives Forever (dans sa version M37 Airweight dénommée Petri .38 Airweight Revolver) ; Le 637 l'étant dans Eternal Darkness: Sanity's Requiem.

- Dans l'univers de la japanimation, le S&W 36 est identifiable dans Black Lagoon ou Gunsmith Cats (Rally Vincent gardant un M36 nickelé sous le comptoir de son armurerie).